# Mike Hodge
Mike Hodge (McComas, 24 febbraio 1947 – New York, 9 settembre 2017) è stato un attore statunitense.

## Filmografia parziale

### Cinema
- Impatto imminente (Striking Distance), regia di Rowdy Herrington (1993)
- Ransom - Il riscatto (Ransom), regia di Ron Howard (1996)
- L'amore ha due facce (The Mirror Has Two Faces), regia di Barbara Streisand (1996)
- Innamorati cronici (Addicted to Love), regia di Griffin Dunne (1997)
- Adam, regia di Max Mayer (2009)
- Cell Block 99 - Nessuno può fermarmi (Brawl in Cell Block 99), regia di S. Craig Zahler (2018)

### Televisione
- Law & Order - I due volti della giustizia (Law & Order) - serie TV, 7 episodi (1991-2006)
- Law & Order - Unità vittime speciali (Law & Order: Special Victims Unit) - serie TV, episodio 12x03 (2010)
- White Collar - serie TV, episodio 1x07 (2010)
- Blue Bloods - serie TV, episodio 6x09 (2015)

## Doppiatori italiani
Nelle versioni in italiano delle opere in cui ha recitato, Mike Hodge è stato doppiato da:
- Sandro Sardone in Impatto imminente, L'amore ha due facce
- Franco Chillemi in Law & Order - I due volti della giustizia
- Domenico Brioschi in Law & Order: Criminal Intent
- Pietro Ubaldi in Adam
- Renato Mori in White Collar
- Pierluigi Astore in Law & Order: Unità vittime speciali
- Ermanno Ribaudo in Blindspot
- Ugo Maria Morosi in Blue Bloods
- Pino Ammendola in Cell Block 99 - Nessuno può fermarmi